# Heiligenwiesen und Heiligenleite
Das Naturschutzgebiet Heiligenwiesen und Heiligenleite liegt im oberfränkischen Landkreis Coburg in Bayern nördlich von Gemünda in Oberfranken, einem Ortsteil der Stadt Seßlach. Am nördlichen Rand des Gebietes, das sich entlang der Rodach erstreckt, verläuft die Landesgrenze zu Thüringen und schließt sich – im thüringischen Landkreis Hildburghausen – direkt das 116,8 ha große Naturschutzgebiet Rodachtal an.

## Bedeutung
Das 54,5 ha große Gebiet mit der Nr. NSG-00401.0 wurde im Jahr 1992 unter Naturschutz gestellt. Es ist „eines der wenigen in Oberfranken noch vorhandenen Feuchtwiesengebiete“ und ist „Lebensraum, Brut-, Rast- und Nahrungsplatz auch für hochgradig bedrohte Vogelarten.“